# Sydafrikas senat
Sydafrikas senat (Senate of South Africa) var under perioderna 1910-1981 och 1994-1997 Sydafrikas överhus. Sedan den konstitution som godkändes 1996 ersattes senaten med provinsrådet.